# Носенко В'ячеслав Олексійович
В'ячесла́в Олексі́йович Носе́нко (нар. 10 січня 1985, смт Варва, Чернігівська область — пом. 8 грудня 2014, с. Піски, Донецька область) — солдат 1-ї окремої танкової Сіверської бригади Збройних сил України, учасник російсько-української війни.

## Життєпис
Закінчив Варвинську ЗОШ № 1, Чернігівський інститут економіки та управління, юрист. По навчанні проходив службу у військовій частині. Демобілізувавшись, працював у варвинському ТОВ «Дружба нова». Від 2012 року працював у ПАТ «Укрнафта», помічник бурильника 4-го розряду, цех підземного і капітального ремонту свердловин.
Призваний за мобілізацією 19 березня 2014-го, мінометник мінометної батареї механізованого батальйону, 1-ша окрема гвардійська танкова бригада. Від 4 червня 2014 року — учасник Антитерористичної операції на сході України, був направлений у Луганський аеропорт, 55 днів тримав оборону. Зазнав поранення під час захисту Луганського аеропорту, вилікувавшись, повернувся на фронт.
На початку грудня 2014-го мінометну батарею 1-ї танкової бригади було відряджено з-під Волновахи до 93-ї механізованої бригади — на той час утримувала позиції в районі села Піски. 8 грудня під час обстрілу в Пісках 152-мм артилерійський снаряд влучив у бліндаж, загинули троє військових — Валентин Бойко, Віктор Лавренчук, В'ячеслав Носенко, ще 6 зазнали поранень.
Був єдиною дитиною у батьків, не одружений.
Похований у Варві з військовими почестями 11 грудня 2014 року.

## Нагороди та вшанування
За особисту мужність і героїзм, виявлені у захисті державного суверенітету та територіальної цілісності України, вірність військовій присязі під час російсько-української війни, відзначений — нагороджений
- 15 травня 2015 року — орденом «За мужність» III ступеня (посмертно)[2]
- нагрудним знаком «За оборону Донецького аеропорту» (посмертно)
- 30 листопада 2021 року — Почесна відзнака Чернігівської обласної ради «За мужність і вірність Україні»[3].

У пам'ять про В'ячеслава Носенка:
- встановлено меморіальну дошку на будівлі Варвинської ЗОШ № 1 в серпні 2015 року;
- одну з вулиць Варви названо ім'ям героя[4].

Вшановується в меморіальному комплексі «Зала пам'яті», в щоденному ранковому церемоніалі 8 грудня.